# ماچیکو سوگا
ماچیکو سوگا (انگلیسی: Machiko Soga; ۱۸ مارس ۱۹۳۸ – ۷ مهٔ ۲۰۰۶) بازیگر، خواننده، و صداپیشه اهل ژاپن بود. وی بین سال‌های ۱۹۵۶ تا ۲۰۰۶ میلادی فعالیت می‌کرد.